# 納瓦拉的伊莎貝爾
納瓦拉的伊莎貝爾（西班牙語：Isabel de Navarra，1395年—1450年8月31日），阿馬尼亞克伯爵夫人，納瓦拉國王卡洛斯三世的女兒，母親是卡斯提爾的萊昂諾爾。

## 家庭
1419年，伊莎貝爾和阿馬尼亞克伯爵若望四世結婚，兩人共有2子1女：
1. 若望（英语：John V, Count of Armagnac）（1420年—1473年）
2. 瑪麗（英语：Marie of Armagnac）（1420年—1473年）
3. 查理（英语：Charles I, Count of Armagnac）（1425年—1497年）

## 伸延閱讀
- Pernoud, Régine; Clin, Marie-Véronique. . 由Adams, Jeremy duQuesnay翻译. St. Martin's Press. 1999.
- Woodacre, Elena. . Palgrave Macmillan. 2013.